# 岡辺重雄
岡辺 重雄（おかべ しげお、1959年 - ）は日本の建築学者。福山市立大学都市経営学部教授。（株）想像都市研究所代表取締役。都市計画コンサルタント。博士（工）(東京大学)。一級建築士。日本建築学会建築法制委員会委員。日本建築学会中国支部都市計画委員会委員長。

## 経歴
京都府に生まれる。東京大学工学部建築学科を卒業した。 
著書に『都市・農村の新しい土地利用戦略』（柳沢厚の共著、学芸出版社、2003年）、『建築基準法 集団規定の運用と解釈』（学芸出版社、共著）、『都市のあこがれ 東京大学槇文彦研究室のその後とこれから』（「槇研の本」編集委員会、鹿島出版会）などがある。